# Tomari
Tomari (rusky Томари) je město v Rusku, na Dálném východě v Sachalinské oblasti. Žije zde 4 313 obyvatel (2021).

## Etymologie
Místní jméno Tomari je odvozeno z ainuských slov Tomari Oro, což se dá přeložit jako Uvnitř zátoky nebo Uvnitř přístavu. Do roku 1946 se město jmenovalo Tomarioru, po připojení k SSSR byl zjednodušen název na současné Tomari, protože koncovka -oro se Rusům těžko vyslovovala. Tomari je jediným městem na Sachalinu, které nebylo přejmenováno na rusky znějící jméno po připojení k SSSR.

## Geografie
Město se nachází na jihozápadě ostrova Sachalin na pobřeží Tatarského průlivu mezi Japonským a Ochotským mořem asi 170 km severozápadně od oblastního města Južno-Sachalinsk. Rozkládá se v ústí říčky Tomarinky.
Tomari je okresním centrem stejnojmenného okresu.

## Historie
Zátoku, kde se nyní rozkládá Tomari navštívil mezi 12. a 14. červnem 1787 francouzský objevitel Jean-François de La Pérouse. V té době zde stálo jen několik chatrčí. Francouzi měli dobré vztahy s místními domorodci, které popsali jako inteligentní, dobře vypadající a menších postav. Domorodci se zabývali především rybolovem, lovem a pastevectvím, nevěnovali se zemědělství. La Pérouse zaznamenal ve svém deníku, že místní domorodci obchodují s osadami na řece Amur a s Japonskem.
Tomari bylo založeno v roce 1870 a na základě výsledků rusko-japonské války byla osada spolu s celým Jižním Sachalinem portsmouthskou smlouvou v roce 1905 postoupena Japonsku. V roce 1915 zde byla založena velká papírna japonské společnosti Karafuto Kogyo. V tu dobu zde již existovala rybí konzervárna a pivovar. Dne 1. listopadu 1930 bylo v Tomarioru otevřeno slavnostně nádraží a město bylo napojeno na západní linku japonské železnice Karafuto.
V roce 1945 v důsledku druhé světové války bylo město vráceno Rusku a v roce 1946 došlo k jeho přejmenování na současný název Tomari.

## Hospodářství
Městská ekonomika je zaměřena na rybolov, zpracování ryb, těžbu uhlí a těžbu dřeva. Největší průmyslové podniky ve městě zkrachovaly v polovině 90. let po rozpadu SSSR, což vedlo ke kolapsu města a k velké emigraci obyvatel.

## Partnerská města
- Tešio, Japonsko, 1992